# Olympische Zomerspelen 2028
De Olympische Zomerspelen van de XXXIVe Olympiade zijn aangekondigd om in 2028 gehouden te worden. Het zal de 34e editie worden van de moderne Zomerspelen die voor het eerst in 1896 werden georganiseerd. Ze werden toegewezen aan Los Angeles in de Verenigde Staten.

## Geschiedenis
In eerste instantie zou deze editie toegekend worden tijdens een IOC-sessie in de zomer van 2021, maar na overleg binnen het IOC werd in juli 2017 besloten tot een gelijktijdige toewijzing van de Zomerspelen van 2024 en 2028. Tot 31 juli 2017 waren zowel Parijs als Los Angeles kandidaat voor de editie van 2024, maar Los Angeles heeft hierbij aangegeven zich te richten op de Olympische Zomerspelen 2028, waardoor zij dus formeel de enige kandidaat werd. Op de 131e IOC Sessie op 13 september 2017 in Lima, Peru kende het IOC de Spelen toe aan Los Angeles.

## Mogelijke kandidaten
Een aantal steden en landen hadden publiekelijk belangstelling getoond voor het organiseren van de Spelen. Door de gewijzigde plannen vervalt evenwel de mogelijkheid dat een van deze steden voor 2028 in aanmerking zou komen.

### Afrika
- Casablanca, Marokko De Marokkaanse overheid maakte in maart 2012 bekend interesse te hebben in de organisatie van de Spelen van 2024 of 2028 in Casablanca. In 2013 startte in die stad de bouw van een stadion met een capaciteit van 80.000 zitplaatsen.[3]

### Europa
- Amsterdam, Nederland De Nederlandse hoofdstad heeft één keer eerder de Zomerspelen georganiseerd. Dat was in 1928, precies 100 jaar voor deze editie. Amsterdam had zich ook aangemeld voor de Spelen van 2032. In 2012 bleek dat de Nederlandse regering de kandidaatstelling (financieel) niet verder zou steunen met als gevolg dat de kandidaatstelling niet werd doorgezet.

### Noord-Amerika
- Vancouver, Canada – Seattle, Verenigde Staten Een gezamenlijk bod van Vancouver en Seattle om de Zomerspelen van 2028 binnen te halen werd onderzocht. Toenmalig IOC-voorzitter Jacques Rogge gaf in 2007 in een interview over een gecombineerde Belgische-Nederlandse kandidatuur aan dat hij een dergelijke constructie niet ziet zitten. "Wij willen de Spelen in één stad op dezelfde tijd."[4]

### Oceanië
- Brisbane, Australië[5]
- Melbourne, Australië[6]

## Accommodaties
Het plaatselijke comité van Los Angeles 2028 plant maximaal bestaande infrastructuur te gebruiken om de Olympische Zomerspelen te ontvangen. Enkele locaties zijn al toegewezen. Zo zullen een van de ceremonies en de atletiekcompetitie plaatsvinden in het Los Angeles Memorial Coliseum, een ceremonie en het zwemmen zullen doorgaan in het SoFi Stadium, honkbal en softbal worden voorzien in het Dodger Stadium. Het Los Angeles Convention Center wordt de locatie voor basketbalreeksen, boksen, schermen, taekwondo, tafeltennis en BMX en gaan de andere reeksen van het basketbal en de eindronde hiervan door naar de aanliggende Crypto.com Arena. Rugby, de moderne vijfkamp, tennis en veldhockey worden voorzien in het Dignity Health Sports Park en golf in de Riviera Country Club. Het olympisch dorp wordt ingepland op de campus van Universiteit van Californië - Los Angeles.

## Sporten
Het aantal vaste sporten gaat omhoog naar dertig. Klimsport en surfen worden na de voorgaande twee edities als tijdelijke sport, vanaf 2028 vast opgenomen in het olympische programma. Breakdance valt direct na het debuut van het programma. Moderne vijfkamp en gewichtheffen blijven. Squash en flag football maken hun olympisch debuut als tijdelijke sport. Honkbal/softbal staat na acht jaar weer als tijdelijke sport op het programma. Lacrosse en cricket maken voor het eerst na 120 jaar weer onderdeel uit van de spelen. Boksen is afgevoerd van het olympisch programma vanwege problemen tussen het IOC en de AIBA. Mogelijk wordt het boksen toch toegevoegd aan het programma.
| Sport            | Nieuw                     | Verdwenen                                 | Wijzigingen                                                     |
| ---------------- | ------------------------- | ----------------------------------------- | --------------------------------------------------------------- |
| Breakdance       |                           | B-Boys B-Girls                            |                                                                 |
| Boksen           |                           | 7 gewichtsklasse (m) 6 gewichtsklasse (v) |                                                                 |
| Moderne vijfkamp |                           |                                           | Paardrijden vervalt als subonderdeel ten gunste van obstakelrun |
| Cricket          | Twenty20 (m) Twenty20 (v) |                                           |                                                                 |
| Flag footbal     | mannen vrouwen            |                                           |                                                                 |
| Honkbal          | Honkbal (m) Softbal (v)   |                                           |                                                                 |
| Lacrosse         | mannen vrouwen            |                                           |                                                                 |
| Squash           | mannen vrouwen            |                                           |                                                                 |
|                  | 10                        | -15                                       | -5                                                              |

Olympische Zomerspelen
Olympische Winterspelen
Gerelateerd
Olympische Jeugdspelen · Paralympische Spelen · Deaflympische Spelen · Special Olympic World Games
IOC · COA · BOIC · NOC*NSF · NAOC · SOC